# Michaił Piskunow
Michaił Stiepanowicz Piskunow (ros. Михаил Степанович Пискунов, ur. 8 listopada?/21 listopada 1915 we wsi Smirnowo w obwodzie niżnonowogrodzkim, zm. 17 lutego 1995 w Moskwie) – radziecki generał major wojsk pancernych, Bohater Związku Radzieckiego (1945).

## Życiorys
Urodził się w rodzinie chłopskiej. Po ukończeniu szkoły w Kulebakach pracował jako ślusarz, od października 1934 służył w Armii Czerwonej, w 1937 ukończył szkołę wojsk pancernych w Orle. Był dowódcą czołgu ciężkiego, dowódcą plutonu i dowódcą kompanii w 5 Samodzielnej Brygadzie Czołgów Ciężkich Kijowskiego Specjalnego Okręgu Wojskowego w Żytomierzu, od 1940 należał do WKP(b). W 1941 ukończył Wojskową Akademię Mechanizacji i Motoryzacji Armii Czerwonej, od kwietnia 1942 uczestniczył w wojnie z Niemcami kolejno jako zastępca szefa i szef sztabu brygady pancernej, szef wydziału operacyjnego korpusu pancernego, zastępca dowódcy i dowódca brygady pancernej. Walczył na Froncie Zachodnim, Kalinińskim, Południowo-Zachodnim, Centralnym, 2 Ukraińskim i 1 Białoruskim, był trzykrotnie ranny. Brał udział w walkach o Rżew, kontruderzeniu pod Stalingradem, walkach w obwodzie rostowskim, bitwie pod Kurskiem, operacji czernihowsko-prypeckiej, operacji korsuń-szewczenkowskiej, humańsko-botoszańskiej, forsowaniu południowego Bugu i Dniestru, operacji brzesko-lubelskiej, forsowaniu zachodniego Bugu, zajmowaniu wschodniej Polski i dotarciu do przedmieść Warszawy, operacji warszawsko-poznańskiej i operacji pomorskiej, w tym zajęciu Żyrardowa, Kutna, Inowrocławia, Golczewa i Stargardu oraz w operacji berlińskiej. Jako p.o. dowódcy 50 Gwardyjskiej Brygady Pancernej 9 Gwardyjskiego Korpusu Pancernego w stopniu podpułkownika umiejętnie dowodził brygadą w walkach o Wał Pomorski 1-10 marca 1945 w rejonie Golczewa. 
Po wojnie dowodził pułkiem czołgów w Grupie Wojsk Radzieckich w Niemczech, w grudniu 1950 ze złotym medalem ukończył Wojskową Akademię Sztabu Generalnego, później był szefem 7 Wydziału Sztabu Wojsk Pancernych i Zmechanizowanych, 1952-1956 dowodził 28 Gwardyjską Dywizją Zmechanizowaną, potem wykładał w Wojskowej Akademii Sztabu Generalnego, w 1976 zakończył służbę wojskową w stopniu generała majora wojsk pancernych.

## Odznaczenia
- Złota Gwiazda Bohatera Związku Radzieckiego (31 maja 1945)
- Order Lenina (31 maja 1945)
- Order Czerwonego Sztandaru (czterokrotnie - 14 marca 1943, 30 kwietnia 1944, 16 grudnia 1944 i 5 listopada 1954)
- Order Wojny Ojczyźnianej I klasy (dwukrotnie - 8 sierpnia 1944 i 6 kwietnia 1985)
- Order Czerwonej Gwiazdy (15 listopada 1950)
- Order „Za służbę Ojczyźnie w Siłach Zbrojnych ZSRR” III klasy (30 kwietnia 1975)
- Medal „Za zasługi bojowe” (5 listopada 1946)
- Medal 100-lecia urodzin Lenina (1970)
- Medal „Za zwycięstwo nad Niemcami w Wielkiej Wojnie Ojczyźnianej 1941–1945” (1945)
- Medal „Za wyzwolenie Warszawy” (1945)
- Medal „Za zdobycie Berlina” (1945)
- Medal jubileuszowy „Dwudziestolecia zwycięstwa w Wielkiej Wojnie Ojczyźnianej 1941–1945” (1965)
- Medal jubileuszowy „30 lat Armii Radzieckiej i Floty” (1948)
- Medal jubileuszowy „40 lat Sił Zbrojnych ZSRR” (1958)
- Medal jubileuszowy „50 lat Sił Zbrojnych ZSRR” (1968)
- Medal za Warszawę 1939–1945 (Polska Ludowa)
- Medal za Odrę, Nysę, Bałtyk (Polska Ludowa)